# Žurge
Žurge – wieś w Słowenii, w gminie Osilnica. W 2018 roku liczyła 9 mieszkańców.